# Nguyễn Phúc Phương Trinh
Nguyễn Phúc Phương Trinh (chữ Hán: 阮福芳貞; 27 tháng 6 năm 1834 – 15 tháng 12 năm 1886), trước có tên là An Thụy (安瑞), phong hiệu Phú Hậu Công chúa (富厚公主), là một công chúa con vua Minh Mạng nhà Nguyễn trong lịch sử Việt Nam.

## Tiểu sử
Công chúa Phương Trinh sinh ngày 21 tháng 5 (âm lịch) năm Giáp Ngọ (1834), là con gái thứ 46 của vua Minh Mạng, mẹ là Lục giai Tiệp dư Nguyễn Thị Viên. Phương Trinh là người con thứ ba của bà Tiệp dư.
Năm Tự Đức thứ 4 (1851), bà lấy chồng là Phò mã Đô úy Nguyễn Văn Duật, người Quảng Nam, được tập phong Ân kỵ úy, là cháu của Thần sách Đô thống chế Nguyễn Văn Vân. Công chúa và phò mã có với nhau 3 người con.
Năm Tự Đức thứ 15 (1862), Nhâm Tuất, phò mã Duật mất. Năm Tự Đức thứ 22 (1869), bà Phương Trinh được sách phong làm Phú Hậu Công chúa (富厚公主).
Năm Đồng Khánh thứ nhất (1886), Bính Tuất, ngày 20 tháng 11 (âm lịch), công chúa Phương Trinh mất, thọ 53 tuổi, thụy là Mỹ Thục (美淑). Mộ của bà được táng tại Nguyệt Biều (nay thuộc địa phận phường Thủy Biều, Huế). Mộ của phò mã Duật được táng cạnh tẩm của công chúa Phú Hậu.